# Pasquale Vessa
Pasquale Vessa (Ottati, 6 aprile 1958) è un politico italiano.

## Biografia

### Elezione a deputato
Alle elezioni politiche del 2008 viene eletto deputato della XVI legislatura della Repubblica Italiana nella circoscrizione XX Campania per Il Popolo della Libertà.